# Velikie Luki
Huyện Velikie Luki (tiếng Nga: ? райо́н) là một huyện hành chính tự quản (raion), của Tỉnh Pskov, Nga. Huyện có diện tích 20 km², dân số thời điểm ngày 1 tháng 1 năm 2000 là 116300 người. Trung tâm của huyện đóng ở Velikie Luki.